# Morane-Saulnier AR
Le Morane-Saulnier AR ou encore MS.35 est un avion d'entrainement produit en France pendant et après la Première Guerre mondiale,.

## Histoire
Il est développé d'après l'avion de reconnaissance Morane-Saulnier LA.

## Variantes
- Type AR
- MS.35R - production principale avec moteur Le Rhône 9C engine
- MS.35A - version avec moteur Anzani
- MS.35C - version avec moteur Clerget 9C